# Lauschka
Lauschka ist ein Ortsteil der sächsischen Kleinstadt Hartha im Landkreis Mittelsachsen.

## Geographie
Lauschka liegt zwischen Hartha und Leisnig auf 223 Meter über dem Meeresspiegel. Der Ort ist ca. 0,5 Quadratkilometer groß, dazu gehören etwa 171 Hektar Wald-, Feld- und Wiesenfläche. Nachbarorte Lauschkas sind im Norden Klosterbuch, im Südosten Wendishain, im Südwesten Queckhain und im Westen Minkwitz. Im Nordwesten schließt sich die Stadt Leisnig an. Bis auf Wendishain, wozu Lauschka verwaltungstechnisch (und damit zu Hartha) gehört, sind alle umliegenden Orte Teile von Leising.

## Geschichte
Die Siedlung wurde erstmals 1350 als Luczcen urkundlich erwähnt. 1378, man schrieb Luskow. war der Ort zum Castrum Leisnig im Kurfürstentum Sachsen gehörig. Ab 1404 wird das Amt Leisnig für die Verwaltungszugehörigkeit Lauschkas angegeben. Der Name ist altsorbischer Herkunft, die ursprüngliche Bedeutung kann nur vermutet werden. Wahrscheinlich ist Siedlung im Wiesenbruch, am Rande des Auenbaches.
Lauschka ist ein typisches Runddorf bzw. ein erweiterter Rundweiler. Seit 1875 gehörte der Ort zur Amtshauptmannschaft Döbeln. Die Eigenständigkeit der Gemeinde Lauschka endete 1936 mit der Eingemeindung nach Wendishain.
Am 1. Januar 1994 wurde Wendishain nach Hartha eingemeindet, seitdem ist Lauschka ein Ortsteil dieser Stadt.
1350 hieß die Siedlung Luczcen, 1378 Luskow, ab 1403 Lusko, anschließend 1504 Lauschkaw, dann 1516 Laußkaw und 1548 Lauschka.
Die bisher höchste Einwohnerzahl hatte Lauschka 1834 mit 123 Einwohnern. Von 110 Einwohnern im Jahr 1925 waren 107 evangelisch-lutherischer Konfession und drei katholisch. Die Bevölkerung Lauschkas teilt sich im August 2011 in 22 Männer, 24 Frauen und 6 Kinder auf. 15 der Einwohner sind Rentner.
| Jahr | Einwohnerzahl                            |
| ---- | ---------------------------------------- |
| 1551 | 11 besessene Mann, 15 Inwohner, 12 Hufen |
| 1764 | 11 besessene Mann, 2 Häusler, 12 Hufen   |
| 1834 | 123                                      |
| 1871 | 120                                      |
| 1890 | 111                                      |
| 1910 | 105                                      |
| 1925 | 110                                      |